# Luis Yanes
Luis Alfredo Yanes Padilla (Santa Marta, 29 oktober 1982) is een Colombiaans voetballer die bij voorkeur als spits speelt. Sinds 2014 speelt hij in de Indian Super League bij NorthEast United FC.

## Carrière
Op 19 oktober 2014 maakte Yanes zijn debuut voor NorthEast United. In de wedstrijd tegen FC Goa mocht hij dertien minuten voor tijd invallen voor Joan Capdevila.

### Interlandcarrière
Yanes speelde in 2006 vijf interlands voor Colombia.
| Interlands van Luis Yanes voor Colombia | Interlands van Luis Yanes voor Colombia | Interlands van Luis Yanes voor Colombia | Interlands van Luis Yanes voor Colombia | Interlands van Luis Yanes voor Colombia | Interlands van Luis Yanes voor Colombia |
| №                                       | Datum                                   | Wedstrijd                               | Uitslag                                 | Soort wedstrijd                         | Doelpunten                              |
| Als speler bij Santa Fe                 | Als speler bij Santa Fe                 | Als speler bij Santa Fe                 | Als speler bij Santa Fe                 | Als speler bij Santa Fe                 | Als speler bij Santa Fe                 |
| --------------------------------------- | --------------------------------------- | --------------------------------------- | --------------------------------------- | --------------------------------------- | --------------------------------------- |
| 1.                                      | 24 mei 2006                             | Ecuador – Colombia                      | 1 – 1                                   | Vriendschappelijk                       | 0                                       |
| 2.                                      | 27 mei 2006                             | Roemenië – Colombia                     | 0 – 0                                   | Vriendschappelijk                       | 0                                       |
| 3.                                      | 30 mei 2006                             | Polen – Colombia                        | 1 – 2                                   | Vriendschappelijk                       | 0                                       |
| 4.                                      | 4 juni 2006                             | Colombia – Marokko                      | 2 – 0                                   | Vriendschappelijk                       | 0                                       |
| 5.                                      | 16 augustus 2006                        | Chili – Colombia                        | 1 – 2                                   | Vriendschappelijk                       | 0                                       |

## Erelijst

### MetBoyacá Chicó
| Competitie          | Winnaar | Winnaar | Runner-up | Runner-up |
| Competitie          | Aantal  | Jaren   | Aantal    | Jaren     |
| ------------------- | ------- | ------- | --------- | --------- |
| Nationaal           |         |         |           |           |
| Categoría Primera B | 1x      | 2003    |           |           |